# La fausse maîtresse (film)
La fausse maîtresse is een comedy-dramafilm uit 1942 van André Cayatte. De film is gebaseerd op de gelijknamige roman van Honoré de Balzac. De film is het debuut van Cayatte als regisseur.

## Verhaal
Hélène Carbonnel is het beu dat haar man Guy meer oog heeft voor rugby dan voor haar. Ze raakt verwikkeld in een affaire met René Rivals, de beste vriend van haar man. Wanneer Guy echter een vermoeden begint te krijgen van de affaire geeft plots Lilian, een trapezeacrobate in het circus van haar vader, zich uit als de minnares van René.

## Rolverdeling
| Acteur            | Personage        | Opmerkingen                                |
| ----------------- | ---------------- | ------------------------------------------ |
| Danielle Darrieux | Lilian Rander    | de circustrapeziste                        |
| Lise Delamare     | Hélène Carbonnel | de verwaarloosde vrouw van Guy             |
| Jacques Dumesnil  | Guy Carbonnel    | de man van Hélène en de vriend van René    |
| Bernard Lancret   | René Rivals      | een jonge rugbyspeler en de vriend van Guy |
| Gabrielle Fontan  | Madame Carbonnel | moeder van Guy                             |
| André Alerme      | Gaston Rander    | vader van Lilian, circusdirecteur          |
| Guillaume de Sax  | dokter Esquirol  | voorzitter van de rugbyclub                |
| Charles Blavette  | Casimir          | uitbater van het kapsalon en rugbyspeler   |
| Marcel Maupi      | Bellemain        | een rugbyspeler                            |